# Xyloides lamproxylon
Xyloides lamproxylon är en fjärilsart som beskrevs av Diakonoff 1954. Xyloides lamproxylon ingår i släktet Xyloides och familjen Carposinidae. Inga underarter finns listade i Catalogue of Life.